# Chelidonichthys lucerna
El bejel, alfóndiga, perlón, escarcho, rubio, Cuco, Golondro o "arraigorri" (Chelidonichthys lucerna) es una especie de pez marino de la familia Triglidae en el orden Scorpaeniformes.
Pez costero que habita en el fondo con una cabeza acorazada espinosa y aletas pectorales en forma de dedo que se utilizan para gatear a lo largo del fondo del mar. La perilla de la bañera es un pez rojizo con aletas pectorales azules.
Presente en el Mar Mediterráneo (especialmente el Mediterráneo occidental y el norte del Egeo) y el Océano Atlántico desde Noruega hasta el Cabo Blanco. También está presente, aunque menos común, en el Mar Negro, el sur del Báltico y el este del Mediterráneo.
Tiene una larga temporada de apareamiento, de mayo a agosto en Europa, que abarca todo el año en África.

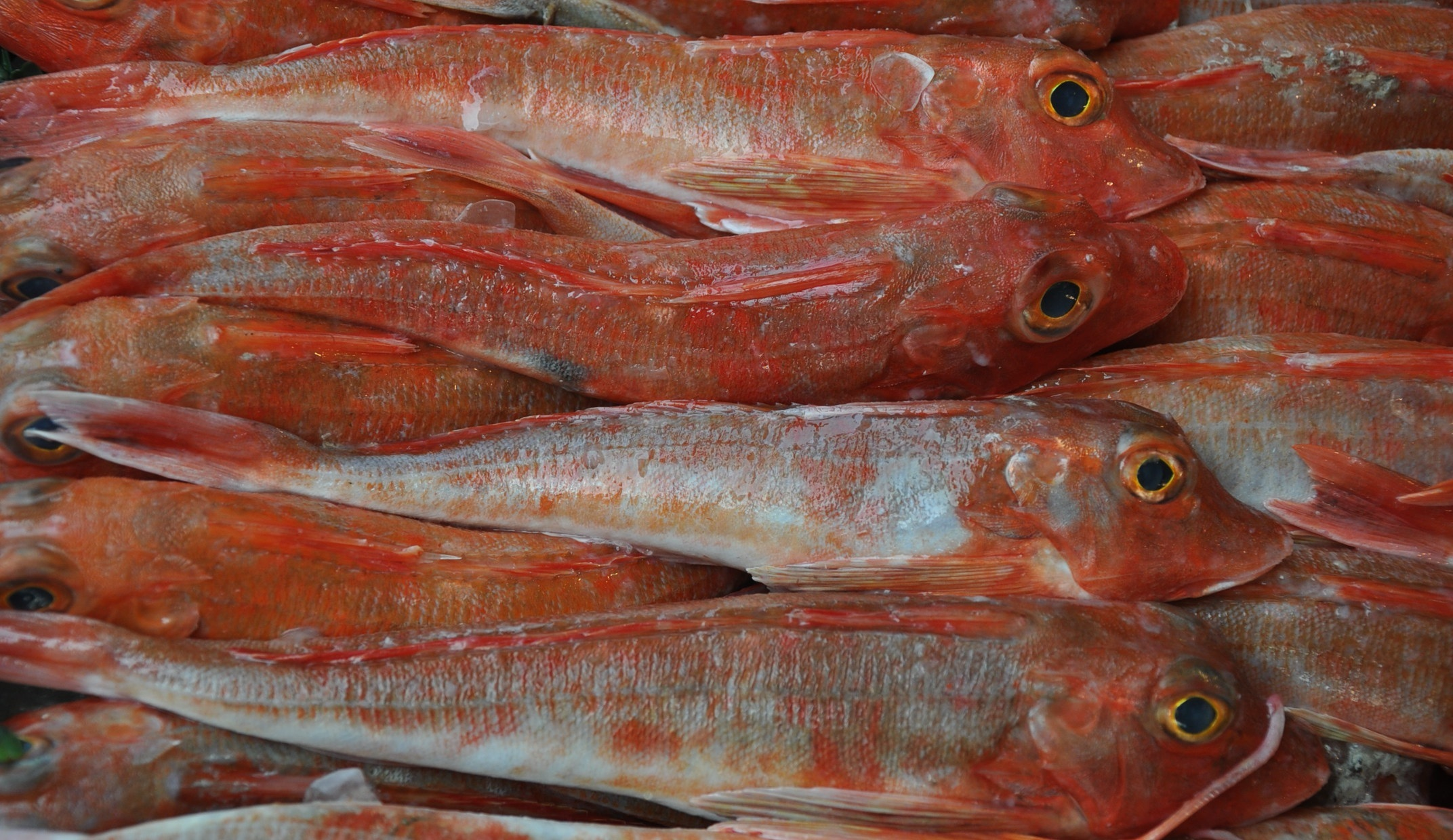
En un mercado de pescado
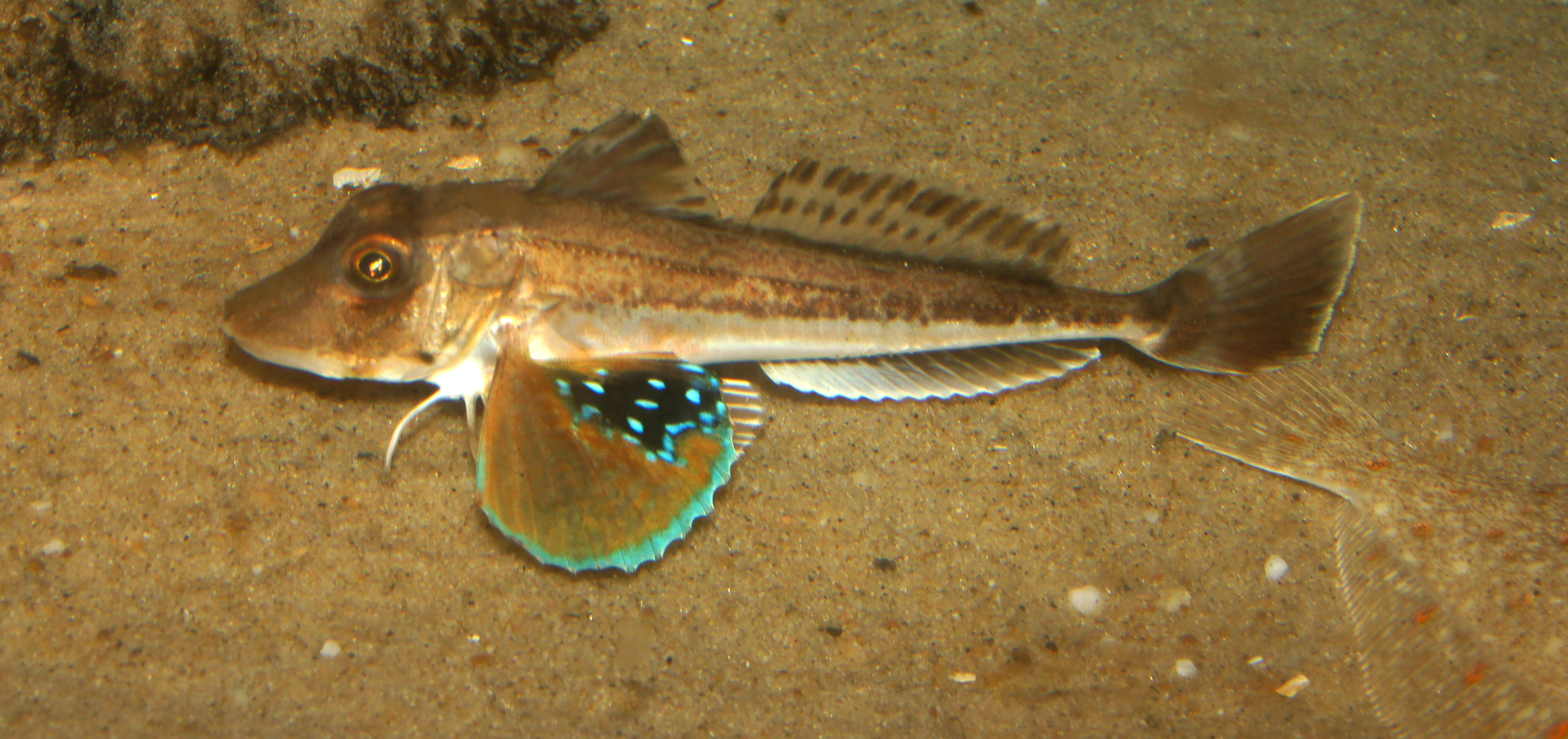
Nadando